# Богданівка (Суботцівська сільська громада)
Богдані́вка — село в Україні, у Суботцівській сільській громаді Кропивницького району Кіровоградської області на південній околиці Чорного лісу. Розташована на відстані 15 км на північний захід від міста Знам`янки та за 35 км на північний схід від обласного центру міста Кропивницького. Колишній центр Богданівської сільської ради.
Через ст. Чорноліська та село проходить розгалуження залізничних магістралей Укрзалізниці за напрямками Одеси, Києва, Харкова та Херсона. Безпосередньо через Богданівку проходить автодорога місцевого значення Знам`янка—Топило—Трепівка—Кропивницький, на відстані 5км від села зі сторони с. Водяне – автодорога державного значення Київ—Луганськ—Ізварене та на відстані 7 км зі сторони с. Знам`янка Друга – автодорога Львів—Донецьк.
Населення — 3967 осіб.

## Географія
Село Богданівка розташоване на південній околиці Чорного лісу. На західній стороні Чорного лісу брала з-під гірських джерел свій початок річка Богданівка. Нижче за течією розташоване село Цибулеве. Течія річки проходила балкою, яка починається біля байрачка, що зветься нині Сичове. Річка Богданівка впадає в селі Цибулеве в річку Інгулець (становить його праву притоку). На сьогодні річка Богданівка у верхній своїй течії пересохла.
Згідно зі схемою фізико-географічного районування України територія Богданівки знаходиться на межі лісостепової і степової зон у південній частині придніпровської височини та правобережжі Дніпра. Із півдня, заходу й сходу Богданівку оточує чорноземний степ, а з півночі – Чорний ліс, відомий своєю неповторною красою, багатою рослинністю і історією.
Через село проходить залізнична лінія Імені Тараса Шевченка — Чорноліська, зупинні пункти Богданівка, Коханівка та 325 км., а також станція Чорноліська.

## Історія заснування
Село Богданівка як адміністративно-територіальна одиниця в його нинішньому розташуванні засноване 1909 року вихідцями із сусіднього села Цибулевого, хоча на цьому місці села й хутори існували ще у XVIII—XIX століттях.
Потьомкін ще 1788 року передав у відомство Чорноморського адміралтейського управління 552 своїх селян із Красносільських маєтностей, яких було поселено в слободах Знам'янка, Богданівка та Водяне (нині — села Кропивницького району Кіровоградської області).

### Становлення села (1909 — кінець 1930-х рр.)
Село Богданівка як адміністративно-територіальна одиниця, у його нинішньому розташуванні засноване в 1909 р. На початку існування тут поселилися декілька лісопромисловців, які мали лісопильні заводи, оброблювали та заготовлювали деревину. Приміщення ст. Богданівки, у той час вже Хирівки (нині Чорноліська) було здано в експлуатацію в 1912 р. Після Української революції (1917—1921) до влади прийшли більшовики, які запровадили політику НЕПу. У 1924 р. згідно з відомостями Цибулівської райстатистики в селі нараховувалося вже 383 двори, працювали 2 кузні, олійниця, діяла школа, а кількість населення села становила 1734 чоловік.
У 1929 роках був утворений Чорноліський лісгосп. Не дивлячись на відсутність машинної техніки та мінеральних добрив, селяни збирали до 4 800 кг озимої пшениці з десятини.  Із 1928 р. відбувалася колективізація. Третього серпня 1931 р. у колгоспі був створений партійний осередок, який фактично керував як роботою колгоспу, так і життя села. Наприкінці 30-их рр. місцевий колгосп перетворився у досить потужне господарство і мав 2786 га землі, які вже обслуговувалися МТС.
У передвоєнні роки на підйомі знаходилися не тільки колгоспне виробництво, а й інші галузі економіки та соціальної сфери села. Так, зокрема, значно було розширене виробництво на лісопильному заводі. У 1934 р. на ньому був створений цех з виробництва продукції широкого вжитку та працювало вже 700 робітників.
Освіта відігравала окреме місце в житті села. Перші школи були розміщені в будинках мешканців. Початкову школу було відкрито у 1921 році. У 1927 році в селі було організовано 4 гуртки з лікнепу, які охоплювали навчанням 68 чоловік. Протягом 1930—1933 роках було споруджено нове приміщення школи. У 1930-х роках почалися створюватися гуртки художньої самодіяльності, музичні.

### Післявоєнний розвиток (середина 1940-х— кінець 1980-х рр.)
Населений пункт був звільнений від фашистських окупантів 9 грудня 1943 року, після чого відбулася активна відбудова: почала працювати середня школа, відкрито Богданівську середню школу № 2, аптеку. Наприкінці 1940-их були об’єднанні Чорноліський ліспромгосп і Хирівський лісозавод у Хирівський деревообробний комбінат, який через 15 років стане Знам’янським меблевим об’єднанням. У період післявоєнної відбудови швидкими темпами розвивалося сільськогосподарське виробництво на селі. У 1959 було об'єднано декілька навколишніх колгоспів в один — «Батьківщину», що був один із найкращих у Знам'янському районі. У 1970-их він мав близько 8 тис. га землі в обробітку, 68 тракторів, 60 вантажних автомобілів, сформована чітка спеціалізація: у рослинництві — вирощування зернових культур і цукрового буряку, у тваринництві — виробництво м'яса і молока.
Наприкінці 1950-х — на початку 1960-х років було електрифіковано сільські оселі та сільськогосподарське виробництво, пізніше проведено центральне водопостачання та газифіковано.
У 1960-х роках побудовані об'єкти соціальної сфери: контора колгоспу (нині сільська рада), нові приміщення шкіл, де вони залишаються і до сьогодні, Будинок культури, 2 дитячих дошкільних навчальних закладів.
Піднесення освіти відбулося після 1944 року, коли директором першої школи став Ткаченко І. Г., який керував нею протягом 35 років. За цей час розвинулися педагогічні методики, існував літній табір, відбувалася взаємодія із школою в Баку, Азербайджан. Випускниками школи є 2 міністра освіти, один із них це Ніколаєнко Станіслав Миколайович, ректор НУБіПа. Також за його ініціативою засновано музичну школу.
Злет відчула і культурна сфера: були утворенні танцювальний, вокально-інструментальні ансамблі, ляльковий театр, хори тощо. При школах були шкільні лісництва, різноманітні гуртки.
На сході села після декількох об'єднань утворилася Знам'янська меблева фабрика, у якій станом на 1968 рік працювали 724 робітника. Поруч із Чорноліським лісгоспом було утворено цех переробки деревини і нижній склад. Ці підприємства завершували цикл використання деревини.
Згідно з переписом УРСР 1989 року чисельність наявного населення села становила 4444 особи.

### За часів незалежності  України (початок 1990-х— середина 2010-х рр.)
У 1990-х роках підприємства та господарства переживали важкий час. Наприклад, Знам'янська меблева фабрика у цей період почала занепадати і потім закрилась. Основними формуючими закладами стали: залізниця, лісозаготівля та подальша його обробка. У формуванні культури помітну роль продовжують відігравати школи та дистадки, Будинок культури, музична школа, різноманітні танцювальні та музичні ансамблі, бібліотека та інші. Проте впродовж наступних років відбувається повільна депопуляція населення, зокрема молоді, від'їзд у міста. Зменшується кількість творчих і спортивних гуртків, особливо це відчутно у 2010-х років. Провідне місце в господарському комплексі залишалось за сільським господарством (переважно рослинництво).
У другій половині 2020 р. населений пункт увійшов до Суботцівської територіальної громади.

## Планування та забудова
Село Богданівка налічує близько 30 вулиць і місцевостей, серед яких – Вовче, Завод, Салагеївка, База та центральна частина.
Заселення розпочалося із залізниці і поступово просувалося на північ, у напрямку Чорного лісу, в яр уздовж потічка Чорноліска. Ця північна частина має більш вільну планувальну структуру, забудова тут малощільна й розосереджена.
Південна частина Богданівки характеризується більш впорядкованою забудовою з переважанням прямокутної сітки вулиць. Салагеївка розташована на заході села, між двома залізничними лініями, теж має прямокутну сітку.
Головною вулицею є Миру. Серед інших ключових вулиць – Центральна, Богдана Хмельницького, Івана Сірка та Перемоги.
Забудова здебільшого садибна, періоду 1970-1980-их років та сучасні приватні будинки. Також є середньоповерховий мікрорайон на півночі та низка багатоповерхових будинків для вчителів у центрі та для працівників заводу.  
Мобільність
Персональний транспорт
Велосипед є популярним засобом для пересуванням селом та за ним. Його використовують для коротких поїздок до шкіл, магазинів, у справах чи просто для рекреації.
Також мешканці Богданівки використовують скутери, мопеди, мотоцикли, квадроцикли та інший легкий моторизований транспорт.
Автівки є основним транспортом, кількість якого зросла в останні роки. Окрім цього, для господарських цілей використовують мотоблоки, мінітрактори, трактори тощо.

Громадський транспорт
Від Богданівки сполучена із Знам'янкою двома маршрутами автобусів:
- Богданівка — Водяне — Знам'янка
- Богданівка — Знам'янка Друга — Знам'янка

Залізничний транспорт
Через Богданівку курсує низка електричних поїздів приміського сполучення, які з'єднують із найближчими містами, Кропивницьким та Знам'янкою, а також дають можливість дістати Новоукраїнки, Помічної, Олександрівки, Кам'янки, Сміли, Черкас):
Шевченківський напрямок (зупинки: Чорноліська, Богданівка, Коханівка):
- 6501 Знам'янка — Ім. Тараса Шевченка
- 6502 Ім. Тараса Шевченка — Знам'янка
- 6503 Знам'янка — Миронівка
- 6551-6552 Черкаси — Знам'янка
- 6505 Знам'янка — Ім. Тараса Шевченка
- 6506 Ім. Тараса Шевченка — Знам'янка
- 6507 Знам'янка — Цвіткове
- 6508 Ім. Тараса Шевченка — Знам'янка
- 6509 Знам'янка — Ім. Тараса Шевченка
- 6553-6554 Черкаси — Знам'янка
Помічнянський напрямок (зупинки: Чорноліська, зп. 326 км):
- 6331 Знам'янка — Помічна 
- 6332 Колосівка — Знам'янка 
- 6333 Знам'янка — Колосівка 
- 6334 Помічна — Знам'янка
На станції Чорноліська зупиняються поїзди регіонального сполучення:
- 102 Краматорськ — Херсон
- 121 Херсон — Київ
- 101 Херсон — Краматорськ

## Символіка

### Герб
Золотий вузький косий хрест, переплетений у середохресті золотим кільцем, ділить щит на 4 частини: верхню червону, бічні зелені і нижню чорну. У червоному полі дві срібні з'єднані укорочені крокви, увінчані золотим розширеним хрестом, в обох зелених полях — по золотій бджільницькій колоді, у чорному полі — золотий дуб. Щит облямований золотим декоративним картушем і увінчаний золотою сільською короною.
Герб символізує походження назви (гербовий знак Абданк гетьмана Богдана Хмельницького і бджільницькі колоди) та основного економічного фактору, який спричинив його відродження і розвиток — значного залізничного вузла (переплетений кільцем косий хрест). Золотий дуб на чорному тлі символізує Чорний ліс, біля якого розташоване село.

### Прапор
Квадратне полотнище розділене жовтим косим хрестом, переплетеним у середохресті жовтим кільцем на 4 частини: верхню червону, бічні зелені та нижню чорну; ширина смуг хреста та кільця складає 1/10 сторони полотнища, зовнішній діаметр кільця — 1/3 сторони полотнища.

## Населення
Згідно з переписом УРСР 1989 року чисельність наявного населення села становила 4444 особи, з яких 2038 чоловіків та 2406 жінок.
За переписом населення України 2001 року в селі мешкали 4522 особи.
У 2020 році чисельність населення становить 3967 осіб  [Архівовано 14 березня 2022 у Wayback Machine.]

### Мова
Розподіл населення за рідною мовою за даними перепису 2001 року:
| Мова       | Відсоток |
| ---------- | -------- |
| українська | 91,64 %  |
| російська  | 7,07 %   |
| вірменська | 0,46 %   |
| молдовська | 0,38 %   |
| циганська  | 0,20 %   |
| білоруська | 0,13 %   |
| гагаузька  | 0,04 %   |
| німецька   | 0,02 %   |

## Відомі люди

### Народилися
- Іван Гетьман (1931—1981) — український вчений у галузі стоматології, педагог, ректор Тернопільського медичного інституту (1972—1981).
- Каплун Олександр Петрович (1977—2016) — український вояк, учасник війни на сході України.
- Мазур Анна Миколаївна (* 1950) — радянська волейболістка.
- Ніколаєнко Станіслав Миколайович (* 1956) — український політик та громадський діяч. Ректор Національного університету біоресурсів і природокористування України. Міністр освіти і науки України (2005—2007), професор, доктор педагогічних наук, член-кореспондент Національної академії педагогічних наук України, академік Російської академії освіти[6]. Лідер лівоцентристської партії «Справедливість».